# 古巴粘巢硬毛鼠
古巴粘巢硬毛鼠（学名:Mesocapromys sanfelipensis）是粘巢硬毛鼠属下的一种硬毛鼠，仅分布于古巴。该物种数量已经极度稀少或可能灭绝。